# Savara latimargo
Savara latimargo är en fjärilsart som beskrevs av Walker 1857. Savara latimargo ingår i släktet Savara och familjen nattflyn. Inga underarter finns listade.